# Виталий Цешковски
Виталий Цешковски (на руски: Виталий Цешковский) е руски шахматист. Той е международен майстор от 1973 г. и международен гросмайстор от 1975 г.

## Шахматна кариера
Цешковски е двукратен шампион е на Съветския съюз. През 1978 г. поделя титлата с Михаил Тал, а през 1986 г. става едноличен победител.
Участник е на два междузонални турнира – Манила (1976) и Рига (1979). На първия завършва на четвърто място, като пред него се класират Енрике Мекинг, Лев Полугаевски и Властимил Хорт. На втория представянето му е по-скромно – девета позиция.
Има едно участие на шахматна олимпиада. То е за отбора на Съветския съюз в Дубай през 1986 г. Цешковски е втора резерва. Изиграва пет партии и печели 2,5 точки (2+ 1– 2=). Втората му загуба е записана в 11-ия кръг от българския шахматист Крум Георгиев. Спечелва златен отборен медал.
По време на кариерата си, Цешковски успява да победи трима световни шампиони, на различни международни форуми. През 1970 г. на турнира в Сочи, Цешковски побеждава Михаил Тал.
Василий Смислов също сломява глава на Московската Спартакиада през 1974 г. На първенството по шахмат на Съветския съюз през 1978 г., Цешковски побеждава младия и амбициозен Гари Каспаров.

## Турнирни победи
- 1975 – Лайпциг
- 1976 – Дубна
- 1980 – Ереван
- 1981 – Баня Лука, Сочи, Сиенфуегос
- 1982 – Минск
- 1988 – Баден-Баден
- 1994 – Курган